# Gries im Sellrain
Gries im Sellrain je obec v Rakousku ve spolkové zemi Tyrolsko v okrese Innsbruck-venkov. Žije zde 619 obyvatel.

## Poloha
Gries se nachází uprostřed údolí Sellrain (Sellraintal), které je bočním údolím Inntalu. Z obce Gries odbočuje na jih údolí Lüsenstal, jejíž zadní část patří k obci Sankt Sigmund im Sellrain. Kromě toho se v centru obce Gries vlévá do řeky Melachu řeka Zirmbach, která protéká Sankt Sigmund. Obec leží ve Stubaiských Alpách. Na severu tvoří hranici obce severní část pohoří Sellrainer Berger s Roßkogelem (2646 m n. m.). Na západě se území zvedá k jihozápadnímu pohoří Sellrainer se Sömenem (2516 m n. m.) a Freihutem (2616 m n. m.). Na východě leží podskupina jihovýchodního pohoří Sellrainer s nejvyšším bodem obce Auf Sömen (2798 m n. m.).
Obec má rozlohu 22,62 km². Z toho 7 % tvoří zemědělská půda, 53 % lesy, 17 % vysokohorské pastviny a 22 % vysokohorské území.

### Sousední obce
Gries sousedí s obcemi: na severu s Inzing, na severovýchodě s Oberperfuss, na východě s Sellrain, na západě s Sankt Sigmund im Sellrain.

## Historie
První písemná zmínka pochází z roku 1410, kde jméno Gries je uvedeno jako název pole an dem Gries. Název pochází ze středohornoněmeckého griez, což je ekvivalent rétorománského Gleirsch, a znamená suť, což odkazuje na hrubý písek usazený na soutoku řek Melach a Zirmbach. Podle daňového popisu z roku 1629 Axams se skládal ze tří desátků. Z církevního hlediska patřil Gries do původní farnosti Axams. Kostel svatého Martina byl postaven v letech 1733–1734, ale samostatnou farností se Gries stal až v roce 1891. Základní škola byla postavena v letech 1951–1953 a obecní úřad v letech 1979–1980. Sesuv půdy v roce 2003 si vyžádal stavbu hráze na ochranu osady Reichenhöfe.

## Doprava
Do Griesu vede silnice Sellraintal (Landesstraße L13) ze Zirlu přes Gries a Kühtaisattel do Ötztalu.